# Gran Premio di superbike di Jerez 2016
Il Gran Premio di Superbike di Jerez 2016 è stata la dodicesima prova su tredici del campionato mondiale Superbike 2016, è stato disputato il 15 e 16 ottobre sul circuito di Jerez de la Frontera e in gara 1 ha visto la vittoria di Chaz Davies davanti a Tom Sykes e Jonathan Rea, lo stesso pilota si è ripetuto anche in gara 2, davanti a Jonathan Rea e Tom Sykes.
La vittoria nella gara valevole per il campionato mondiale Supersport 2016 è stata ottenuta da Kenan Sofuoğlu.

## Risultati

### Gara 1

#### Arrivati al traguardo
| Pos. | Nº | Pilota               | Squadra                  | Motocicletta       | Giri | Tempo     | Griglia | Punti |
| ---- | -- | -------------------- | ------------------------ | ------------------ | ---- | --------- | ------- | ----- |
| 1º   | 7  | Chaz Davies          | Aruba.it Racing - Ducati | Ducati Panigale R  | 20   | 34'08.161 | 6º      | 25    |
| 2º   | 66 | Tom Sykes            | Kawasaki Racing          | Kawasaki ZX-10R    | 20   | +3.290    | 1º      | 20    |
| 3º   | 1  | Jonathan Rea         | Kawasaki Racing          | Kawasaki ZX-10R    | 20   | +7.151    | 2º      | 16    |
| 4º   | 69 | Nicky Hayden         | Honda World Superbike    | Honda CBR1000RR SP | 20   | +13.212   | 5º      | 13    |
| 5º   | 60 | Michael van der Mark | Honda World Superbike    | Honda CBR1000RR SP | 20   | +13.251   | 11º     | 11    |
| 6º   | 50 | Sylvain Guintoli     | Pata Yamaha              | Yamaha YZF R1      | 20   | +17.834   | 9º      | 10    |
| 7º   | 2  | Leon Camier          | MV Agusta Reparto Corse  | MV Agusta 1000 F4  | 20   | +20.911   | 10º     | 9     |
| 8º   | 81 | Jordi Torres         | Althea BMW Racing        | BMW S1000 RR       | 20   | +26.182   | 7º      | 8     |
| 9º   | 21 | Markus Reiterberger  | Althea BMW Racing        | BMW S1000 RR       | 20   | +29.837   | 13º     | 7     |
| 10º  | 25 | Joshua Brookes       | Milwaukee BMW            | BMW S1000 RR       | 20   | +31.246   | 17º     | 6     |
| 11º  | 15 | Alex De Angelis      | IodaRacing               | Aprilia RSV4 RF    | 20   | +32.399   | 16º     | 5     |
| 12º  | 40 | Román Ramos          | Team GoEleven            | Kawasaki ZX-10R    | 20   | +33.007   | 15º     | 4     |
| 13º  | 32 | Lorenzo Savadori     | IodaRacing               | Aprilia RSV4 RF    | 20   | +36.266   | 14º     | 3     |
| 14º  | 13 | Anthony West         | Pedercini Racing         | Kawasaki ZX-10R    | 20   | +36.266   | 12º     | 2     |
| 15º  | 56 | Péter Sebestyén      | Team Tóth                | Yamaha YZF R1      | 20   | +1'07.941 | 19º     | 1     |
| 16º  | 4  | Gianluca Vizziello   | Grillini Racing          | Kawasaki ZX-10R    | 20   | +1'08.160 | 20º     |       |
| 17º  | 9  | Dominic Schmitter    | Grillini Racing          | Kawasaki ZX-10R    | 20   | +1'08.260 | 21º     |       |
| 18º  | 82 | Karel Pešek          | Team Tóth                | Yamaha YZF R1      | 20   | +1'38.143 | 23º     |       |

#### Ritirati
| Nº | Pilota            | Squadra                  | Motocicletta      | Giri | Griglia |
| -- | ----------------- | ------------------------ | ----------------- | ---- | ------- |
| 94 | Matthieu Lussiana | Team ASPI                | BMW S1000 RR      | 6    | 24º     |
| 22 | Alex Lowes        | Pata Yamaha              | Yamaha YZF R1     | 2    | 4º      |
| 12 | Javier Forés      | Barni Racing             | Ducati Panigale R | 1    | 8º      |
| 34 | Davide Giugliano  | Aruba.it Racing - Ducati | Ducati Panigale R | 1    | 3º      |
| 99 | Luca Scassa       | VFT Racing               | Ducati Panigale R | 0    | 18º     |
| 11 | Saeed Al Sulaiti  | Pedercini Racing         | Kawasaki ZX-10R   | 0    | 22º     |

### Gara 2

#### Arrivati al traguardo
| Pos. | Nº | Pilota               | Squadra                  | Motocicletta       | Giri | Tempo     | Griglia | Punti |
| ---- | -- | -------------------- | ------------------------ | ------------------ | ---- | --------- | ------- | ----- |
| 1º   | 7  | Chaz Davies          | Aruba.it Racing - Ducati | Ducati Panigale R  | 20   | 34'20.026 | 6º      | 25    |
| 2º   | 1  | Jonathan Rea         | Kawasaki Racing          | Kawasaki ZX-10R    | 20   | +5.893    | 2º      | 20    |
| 3º   | 66 | Tom Sykes            | Kawasaki Racing          | Kawasaki ZX-10R    | 20   | +6.030    | 1º      | 16    |
| 4º   | 69 | Nicky Hayden         | Honda World Superbike    | Honda CBR1000RR SP | 20   | +6.750    | 5º      | 13    |
| 5º   | 50 | Sylvain Guintoli     | Pata Yamaha              | Yamaha YZF R1      | 20   | +10.762   | 9º      | 11    |
| 6º   | 60 | Michael van der Mark | Honda World Superbike    | Honda CBR1000RR SP | 20   | +11.310   | 11º     | 10    |
| 7º   | 22 | Alex Lowes           | Pata Yamaha              | Yamaha YZF R1      | 20   | +16.413   | 4º      | 9     |
| 8º   | 81 | Jordi Torres         | Althea BMW Racing        | BMW S1000 RR       | 20   | +19.232   | 7º      | 8     |
| 9º   | 13 | Anthony West         | Pedercini Racing         | Kawasaki ZX-10R    | 20   | +24.095   | 12º     | 7     |
| 10º  | 32 | Lorenzo Savadori     | IodaRacing               | Aprilia RSV4 RF    | 20   | +25.379   | 14º     | 6     |
| 11º  | 40 | Román Ramos          | Team GoEleven            | Kawasaki ZX-10R    | 20   | +26.036   | 15º     | 5     |
| 12º  | 25 | Joshua Brookes       | Milwaukee BMW            | BMW S1000 RR       | 20   | +29.230   | 17º     | 4     |
| 13º  | 34 | Davide Giugliano     | Aruba.it Racing - Ducati | Ducati Panigale R  | 20   | +34.879   | 3º      | 3     |
| 14º  | 21 | Markus Reiterberger  | Althea BMW Racing        | BMW S1000 RR       | 20   | +49.708   | 13º     | 2     |
| 15º  | 4  | Gianluca Vizziello   | Grillini Racing          | Kawasaki ZX-10R    | 20   | +1'02.245 | 20º     | 1     |
| 16º  | 99 | Luca Scassa          | VFT Racing               | Ducati Panigale R  | 20   | +1'08.295 | 18º     |       |
| 17º  | 94 | Matthieu Lussiana    | Team ASPI                | BMW S1000 RR       | 20   | +1'20.252 | 24º     |       |
| 18º  | 9  | Dominic Schmitter    | Grillini Racing          | Kawasaki ZX-10R    | 20   | +1'33.859 | 21º     |       |
| 19º  | 82 | Karel Pešek          | Team Tóth                | Yamaha YZF R1      | 20   | +1'33.965 | 23º     |       |

#### Ritirati
| Nº | Pilota           | Squadra                 | Motocicletta      | Giri | Griglia |
| -- | ---------------- | ----------------------- | ----------------- | ---- | ------- |
| 12 | Javier Forés     | Barni Racing            | Ducati Panigale R | 8    | 8º      |
| 11 | Saeed Al Sulaiti | Pedercini Racing        | Kawasaki ZX-10R   | 8    | 22º     |
| 15 | Alex De Angelis  | IodaRacing              | Aprilia RSV4 RF   | 3    | 16º     |
| 2  | Leon Camier      | MV Agusta Reparto Corse | MV Agusta 1000 F4 | 2    | 10º     |
| 56 | Péter Sebestyén  | Team Tóth               | Yamaha YZF R1     | 0    | 19º     |

### Supersport

#### Arrivati al traguardo
| Pos. | Nº  | Pilota              | Squadra                      | Motocicletta        | Giri | Tempo     | Griglia | Punti |
| ---- | --- | ------------------- | ---------------------------- | ------------------- | ---- | --------- | ------- | ----- |
| 1º   | 1   | Kenan Sofuoğlu      | Kawasaki Puccetti Racing     | Kawasaki ZX-6R      | 19   | 33'22.362 | 1º      | 25    |
| 2º   | 66  | Niki Tuuli          | Kallio Racing                | Yamaha YZF R6       | 19   | +2.728    | 4º      | 20    |
| 3º   | 111 | Kyle Smith          | CIA Landlord Insurance Honda | Honda CBR600RR      | 19   | +3.398    | 5º      | 16    |
| 4º   | 2   | Patrick Jacobsen    | Honda World Supersport       | Honda CBR600RR      | 19   | +3.505    | 7º      | 13    |
| 5º   | 47  | Axel Bassani        | San Carlo Team Italia        | Kawasaki ZX-6R      | 19   | +11.954   | 10º     | 11    |
| 6º   | 16  | Jules Cluzel        | MV Agusta Reparto Corse      | MV Agusta F3 675    | 19   | +12.058   | 3º      | 10    |
| 7º   | 55  | Ilya Mikhalchik     | DS Junior                    | Kawasaki ZX-6R      | 19   | +13.510   | 9º      | 9     |
| 8º   | 86  | Ayrton Badovini     | Gemar Balloons - Team Lorini | Honda CBR600RR      | 19   | +13.628   | 12º     | 8     |
| 9º   | 71  | Christoffer Bergman | CIA Landlord Insurance Honda | Honda CBR600RR      | 19   | +19.854   | 20º     | 7     |
| 10º  | 87  | Lorenzo Zanetti     | GRT Racing                   | MV Agusta F3 675    | 19   | +20.210   | 19º     | 6     |
| 11º  | 61  | Alessandro Zaccone  | San Carlo Team Italia        | Kawasaki ZX-6R      | 19   | +20.333   | 6º      | 5     |
| 12º  | 80  | Xavier Pinsach      | Gemar Balloons - Team Lorini | Honda CBR600RR      | 19   | +22.299   | 16º     | 4     |
| 13º  | 78  | Hikari Ōkubo        | CIA Landlord Insurance Honda | Honda CBR600RR      | 19   | +26.762   | 27º     | 3     |
| 14º  | 81  | Luke Stapleford     | Profile Racing               | Triumph Daytona 675 | 19   | +26.940   | 15º     | 2     |
| 15º  | 63  | Zulfahmi Khairuddin | Orelac Racing VerdNatura     | Kawasaki ZX-6R      | 19   | +28.249   | 11º     | 1     |
| 16º  | 11  | Christian Gamarino  | Team GoEleven                | Kawasaki ZX-6R      | 19   | +32.194   | 18º     |       |
| 17º  | 65  | Michael Canducci    | GRT Racing                   | MV Agusta F3 675    | 19   | +33.920   | 24º     |       |
| 18º  | 69  | Ondřej Ježek        | Team GoEleven                | Kawasaki ZX-6R      | 19   | +36.093   | 25º     |       |
| 19º  | 38  | Hannes Soomer       | Kallio Racing                | Yamaha YZF R6       | 19   | +36.400   | 17º     |       |
| 20º  | 6   | Davide Stirpe       | Scuderia Maranga Racing      | Kawasaki ZX-6R      | 19   | +46.013   | 21º     |       |
| 21º  | 12  | Christopher Gobbi   | VFT Racing                   | Yamaha YZF R6       | 19   | +46.033   | 22º     |       |
| 22º  | 23  | Cédric Tangre       | Yohann Moto Sport            | Suzuki GSX-R600     | 19   | +53.813   | 28º     |       |
| 23º  | 83  | Lachlan Epis        | Response RE Racing           | Kawasaki ZX-6R      | 19   | +53.848   | 26º     |       |
| 24º  | 50  | Braeden Ortt        | WILSport Racedays Honda      | Honda CBR600RR      | 19   | +1'08.583 | 30º     |       |
| 25º  | 20  | Dorren Loureiro     | WILSport Racedays Honda      | Honda CBR600RR      | 19   | +1'08.661 | 31º     |       |

#### Ritirati
| Nº | Pilota              | Squadra                         | Motocicletta     | Giri | Griglia |
| -- | ------------------- | ------------------------------- | ---------------- | ---- | ------- |
| 44 | Roberto Rolfo       | Factory Vamag                   | MV Agusta F3 675 | 18   | 23º     |
| 64 | Federico Caricasulo | Bardahl Evan Bros. Honda Racing | Honda CBR600RR   | 16   | 8º      |
| 10 | Nacho Calero        | Orelac Racing VerdNatura        | Kawasaki ZX-6R   | 15   | 14º     |
| 21 | Randy Krummenacher  | Kawasaki Puccetti Racing        | Kawasaki ZX-6R   | 6    | 2º      |
| 35 | Stefan Hill         | CIA Landlord Insurance Honda    | Honda CBR600RR   | 4    | 29º     |